# ملعب جمعية الفرسان
غاندر غرين لاين، ورسميا ملعب نايتس كومينيتي (جمعية الفرسان) لأسباب الرعاية، هو ملعب كرة قدم في منطقة ساتون في لندن، والملعب الرئيسي لساتون يونايتد. أكبر عدد حضور في الملعب كان هو 14,000 متفرج حينما خسر ساتون يونايتد 6–0 مع ليدز يونايتد في الدور الرابع من كأس الاتحاد الإنجليزي 1969–70.